# Vaux (Poma 2000 de Laon)
Pour les articles homonymes, voir Vaux.
Vaux est une ancienne station du Poma 2000 de Laon, située dans le quartier éponyme de la ville de Laon dans l'Aisne. Il s'agit de l'unique station intermédiaire de la ligne.

## Situation
La station est située à 90 m d'altitude à l'angle du boulevard de Lyon et de la rue du Fort Mahon entre les stations Gare et Hôtel de Ville.

## Histoire
La station est mise en service le 4 février 1989 en même temps que la ligne, qui succède au tramway de Laon, à crémaillère, qui avait sa station intermédiaire plus au sud au croisement des rues Roger Salengro, du Mont de Vaux et Eugène Leduc,.
Elle est située dans un bâtiment métallique aux façades de verres construit sur un rez-de-chaussée en béton encadrant le viaduc métallique. Située sur un des deux évitements de la ligne, elle possédait un quai central encadrant les voies.
Elle ferme en même temps que la ligne, le 27 août 2016 et est laissée à l'abandon,.

## Services aux voyageurs

### Accès
La station possède une seule entrée donnant soit sur un escalier, soit sur un ascenseur, accessible depuis le boulevard de Lyon où se situe l'arrêt de bus.
Elle dispose d'un hall où l'on trouve l'oblitérateur pour les tickets.

### Intermodalité
La station était desservie par l'arrêt de bus éponyme, situé en face de l'entrée.

## À proximité
La station desservait l'ancien colombier des évêques de Laon et plusieurs bâtiments administratifs.